# Army of Two (серія ігор)
Army of Two — це серія відеоігор-шутерів від третьої особи, розроблена EA Montreal. Перша гра серії, Army of Two була випущена 6 березня 2008 року для консолей Xbox 360 і PlayStation 3. Зосереджуючись на спільних стратегіях, головною особливістю Army of Two є необхідність використовувати скоординовану командну роботу для досягнення цілей гри. Хоча гра призначена для того, щоб грати з іншою людиною в якості партнера, «Партнерський штучний інтелект» (PAI) також включено та запрограмовано для дотримання стратегій гравця. Залежність від партнера (будь то людина або PAI) настільки виражена, що більшість цілей неможливо досягти без нього. Продовження, Army of Two: The 40th Day, був випущений у січні 2010 року в Північній Америці та Європі. Третя гра серії, Army of Two: The Devil's Cartel, була випущена 26 березня 2013 року Electronic Arts для Xbox 360 і PlayStation 3.

## Ігри
- Армія двох (2008)
- Армія двох: 40-й день (2010)
- Армія двох: Картель диявола (2013)

## Персонажі
- Тайсон Ріос — Тайсон Ріос спочатку працював найманцем у приватного військового підрядника SSC (Security and Strategy Corporation) зі своїм давнім партнером Елліотом Салемом. Пізніше вони залишили SSC, щоб створити власну приватну військову фірму під назвою TWO (Tactical Worldwide Operations). Бойове життя Ріоса врешті-решт обірвалося через вибух автомобіля, який призвів до тяжкої травми лівої ноги та передбачуваної смерті Салема. Не маючи змоги продовжувати роботу на місцях, Ріос керує двома оперативниками як керівник.
- Елліот Салем — Елліот Салем разом зі своїм давнім партнером Тайсоном Ріосом спочатку працював найманцями у приватному військовому підряднику SSC (Security and Strategy Corporation), а пізніше заснував TWO (Tactical Worldwide Operations). Його дії з'являються за вибором у Army of Two: The 40th Day ; Кінцівка вибирається у Йони і є каноном для «Армії двох: Картель диявола» . Салем зійшов з розуму після того, як, здавалося б, фатальний інцидент змусив його партнера та двох інших оперативників, Альфа та Браво, покинути його, щоб врятувати заручницю Фіону. Це змусило його стати лиходієм разом зі своїм босом Баутістою в «Картелі диявола» .
- Альфа — один із двох ігрових персонажів у Army of Two: The Devil's Cartel . Його ім'я не розголошується, щоб гравець міг «дещо більше проєктувати себе на персонажа». Альфа вважається фактичним лідером пари, оскільки він часто придумує ідеї та плани битви. Він також тримає свого гарячого партнера Браво під контролем під час важких ситуацій і робить все можливе, щоб направити його в правильному напрямку, щоб завершити місію.
- Браво — інший ігровий персонаж у «Армії двох: Картель диявола» . Його ім'я не розголошується, щоб гравець міг «дещо більше проєктувати себе на персонажа». У той час як Альфа зосереджений, спокійний і зібраний у битві, Браво — повна протилежність: він безтурботний, міцний, як цвяхи, і завжди готовий до бою. Крім того, він переважно смішний, мудрий комік, який любить жартувати та жартувати (особливо над Альфою).

## Інші медіа

### Графічний роман
Army of Two: Dirty Money, написаний Джоном Ней Рібером та ілюстрований Брендоном Маккінні, — це графічний роман 2008 року, який розповідає про Ріос і Салем через деякі з їхніх перших місій, які разом працюють як приватні військові підрядники. Сюжет розповідає про корумпованість компанії, на яку вони працюють. Ріос і Салем працюють разом як «армія з двох», намагаючись залишитися в живих і розкрити змову всередині компанії, яка їх найняла.

### Комікс
Мінісеріал із шести випусків під назвою Army of Two: Across the Border був випущений у січні 2010 року видавництвом IDW Publishing і збігся з виходом продовження гри Army of Two: The 40th Day, події якої відбуваються між першою і другою грою.

### Фільм
У 2008 році з'явилася інформація, що Universal Pictures отримала права на фільм для гри, посилаючись на бажання Universal «пришвидшити проєкт, щоб почати виробництво в 2009 році», і найнявши Майкла Манна для написання сценарію та режисури. З цього нічого не вийшло, і проєкт було скасовано.